# Agriophara leptosemela
Agriophara leptosemela là một loài bướm đêm thuộc họ Oecophoridae. Nó được tìm thấy ở Úc, more specifically ở Lãnh thổ Thủ đô Úc, New South Wales và Queensland.

## Hình ảnh

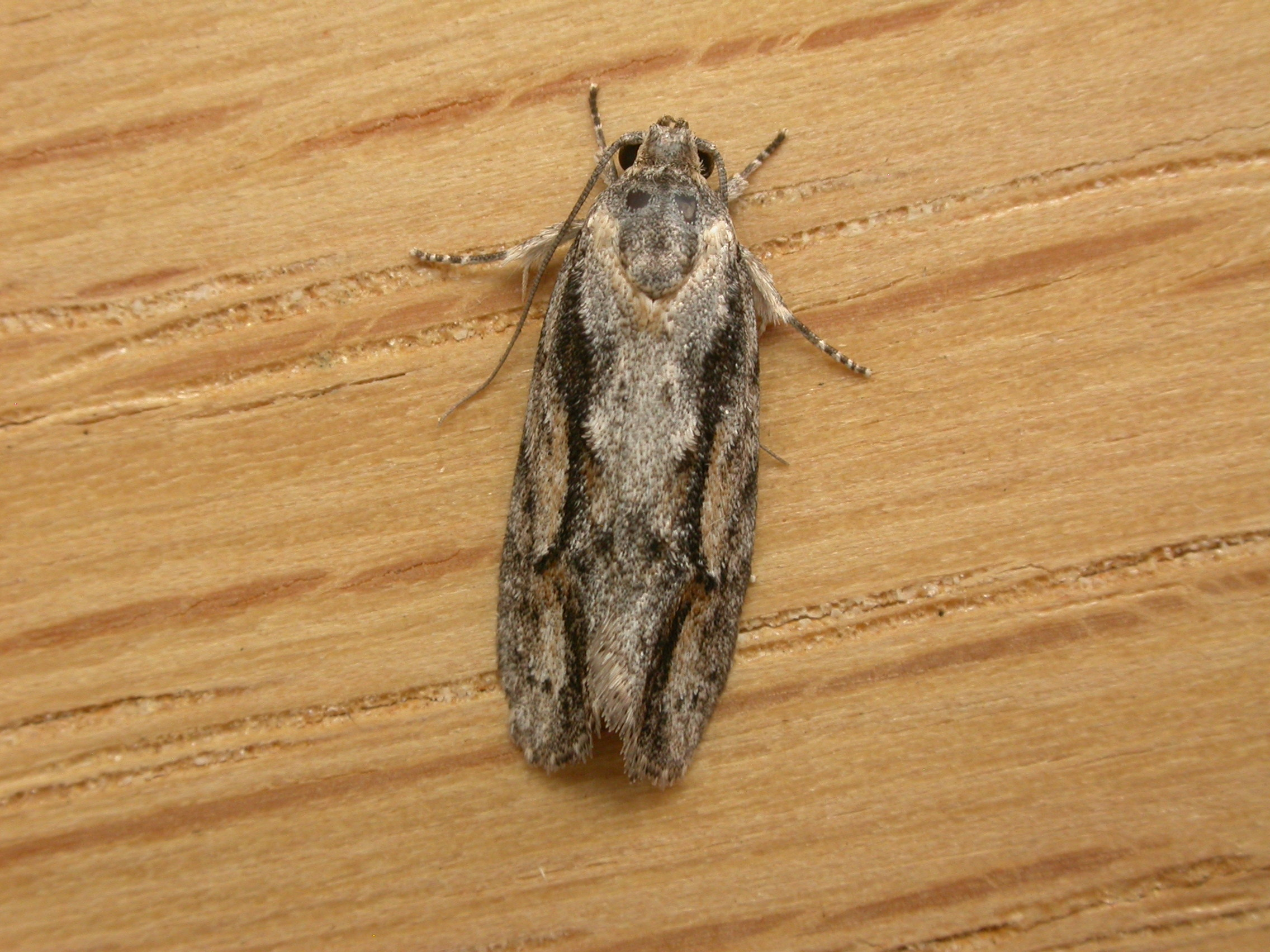